# Camitz (släkt)

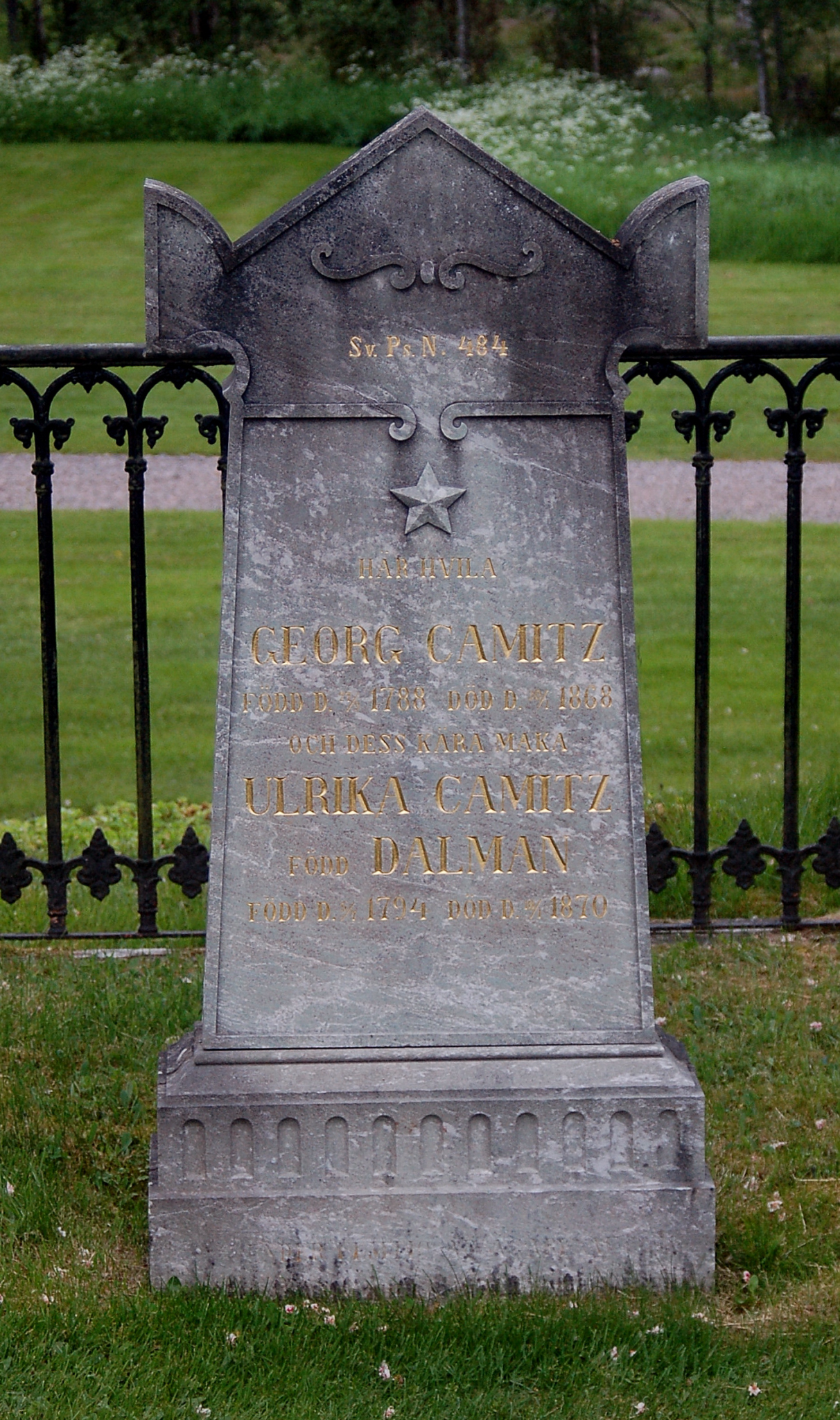
Georg Camitz gravvård

Camitz är en svensk släkt med rötter i Schlesien vars medlemmar utmärkt sig som brukspatroner i Degerfors med omnejd, där den tillsammans med Strokirk var en av de mest betydelsefulla släkterna inom bruksnäringen.

## Historik
Äldste stamfader i Sverige är Georg Mattsson Camitz, var adelsman och tillhörde en schlesisk släkt. Hans vapen förs fortfarande i släkten. Han var borgmästare i Kristinehamn åren 1661–1673 och kallades 1648 som godsförvaltare och arrendator av stångjärnsbruken Björkborn och Bofors. Där stannade han till 1659. Georg Mattsson Camitz anlade även Nedre och Övre Degerfors bruk för stångjärntillverkning 1654 och 1666. 
Släktens bruk och gårdar såldes under andra hälften av 1800-talet. Då hade Degerforsverken tillhört släkten Camitz i över 200 år.
Den 31 december 2022 var 186 personer med efternamnet Camitz folkbokförda i Sverige.

## Medlemmar
- Ewert Camitz (1855–1920), politiker
- Georg Camitz (1623–1687), brukspatron
- Georg Camitz (1788–1866), brukspatron
- Helge Camitz (1883–1953), svensk läkare
- Johan Camitz (1681–1741), brukspatron och vågmästare
- Johan Camitz (1681–1741), brukspatron
- Johan Camitz (1681–1741), brukspatron
- Sten-Göran Camitz (1926–2014), regissör